# Farkas Zoltán (filozófus)
Farkas Zoltán (Mezőménes, 1928. január 17. – Kolozsvár, 1989. április 17.) erdélyi magyar pedagógus, pszichológus, filozófus. Felesége Csáki Magda.

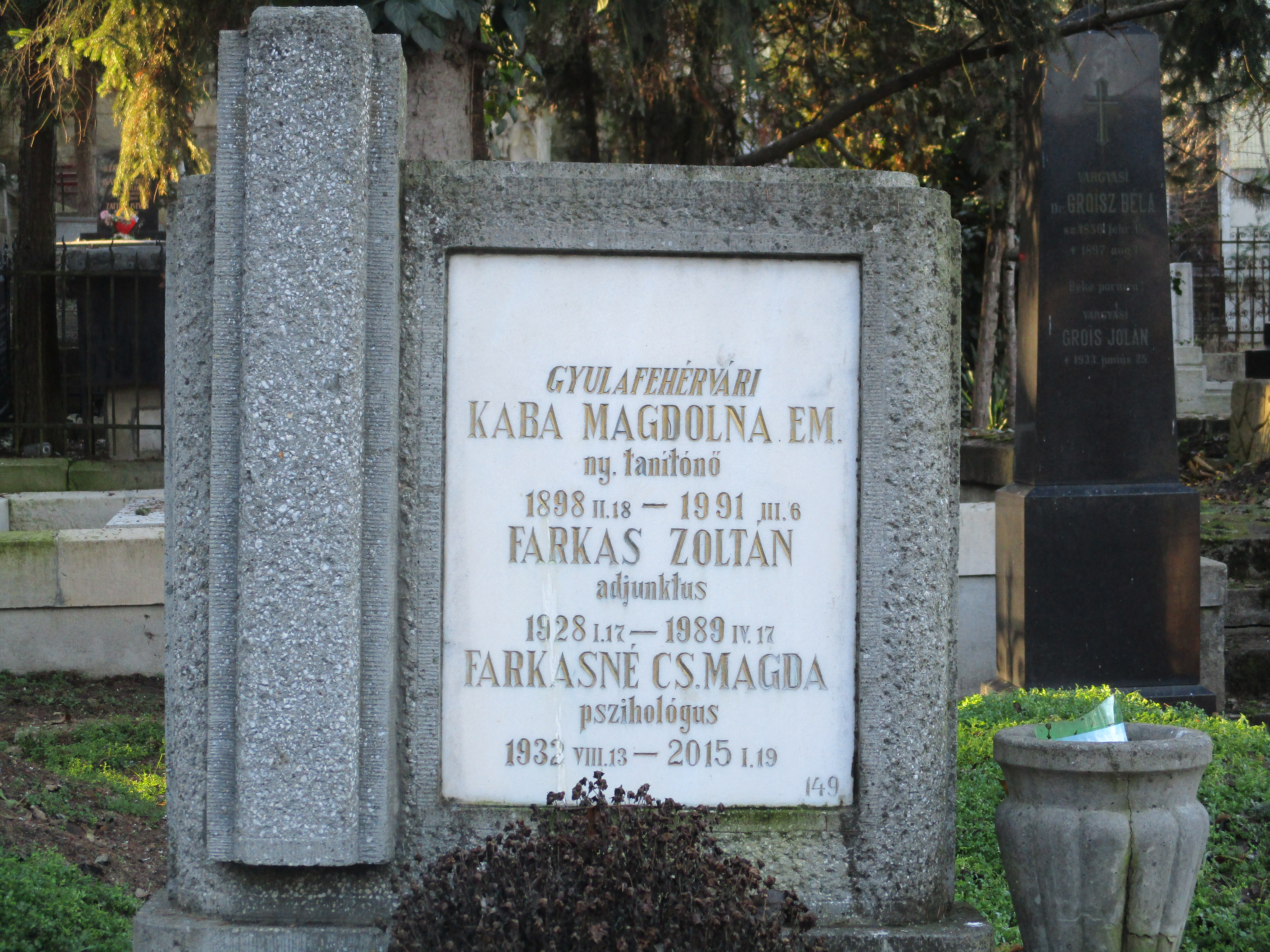
Sírja a Házsongárdi temetőben

## Életútja
A marosvásárhelyi tanítóképző elvégzése után szülőfalujában tanított (1946–49), majd a Bolyai Tudományegyetem pedagógia-lélektan karán szerzett tanári diplomát. 1955-től a kolozsvári egyetem társadalomtudományi tanszékén lektor, a filozófiai tanszék munkatársa.
Az ateizmus kérdéskörében szakosította magát; vallásszociológiai tanulmányai napilapokban s a Korunk, Dolgozó Nő, Ifjúmunkás, Revista Învățămîntului Superior, Studia Universitatis Babeș-Bolyai, Napoca Universitară, Echinox hasábjain, kötetbe gyűjtve Gondolatok a valláserkölcsről címmel (1977) jelentek meg. Az Educația materialist-științifică a elevilor și studenților című gyűjteményes kötet (1978) az ateista diákkörökről s a materialista felfogás elmélyítéséről, a Forme și metode în educația materialist-științifică a tineretului studios című gyűjteményes kötet (Kolozsvár, 1979) az állam egyházpolitikájáról szóló értekezését közölte. Vallás és társadalom című sorozata 1975-től rendszeresen szerepelt a kolozsvári rádió magyar adásában.